# Porphyrische Kupferlagerstätte
Porphyrische Kupferlagerstätten (oder Kupfer-Porphyries, nach englisch porphyry copper deposits oder copper porphyries) sind Kupfer-Lagerstätten, die an  Tiefengesteine (Intrusionen) mit einem hohen bis intermediären Gehalt von Siliciumdioxid gebunden sind. Der Name der Lagerstätten ist hierbei leicht irreführend, denn er bezieht sich auf das oftmals porphyrische Gefüge der magmatischen Wirtsgesteine (große, gut ausgebildete Einzelkristalle in einer feinkörnigen oder glasigen Grundmasse), nicht auf das Gefüge der Kupfervererzung selbst. Dieser Lagerstättentyp ist in der Regel an Subduktionszonen gebunden. An der Oberfläche aufgeschlossene Lagerstätten haben oft ein tertiäres Alter.

## Allgemeines

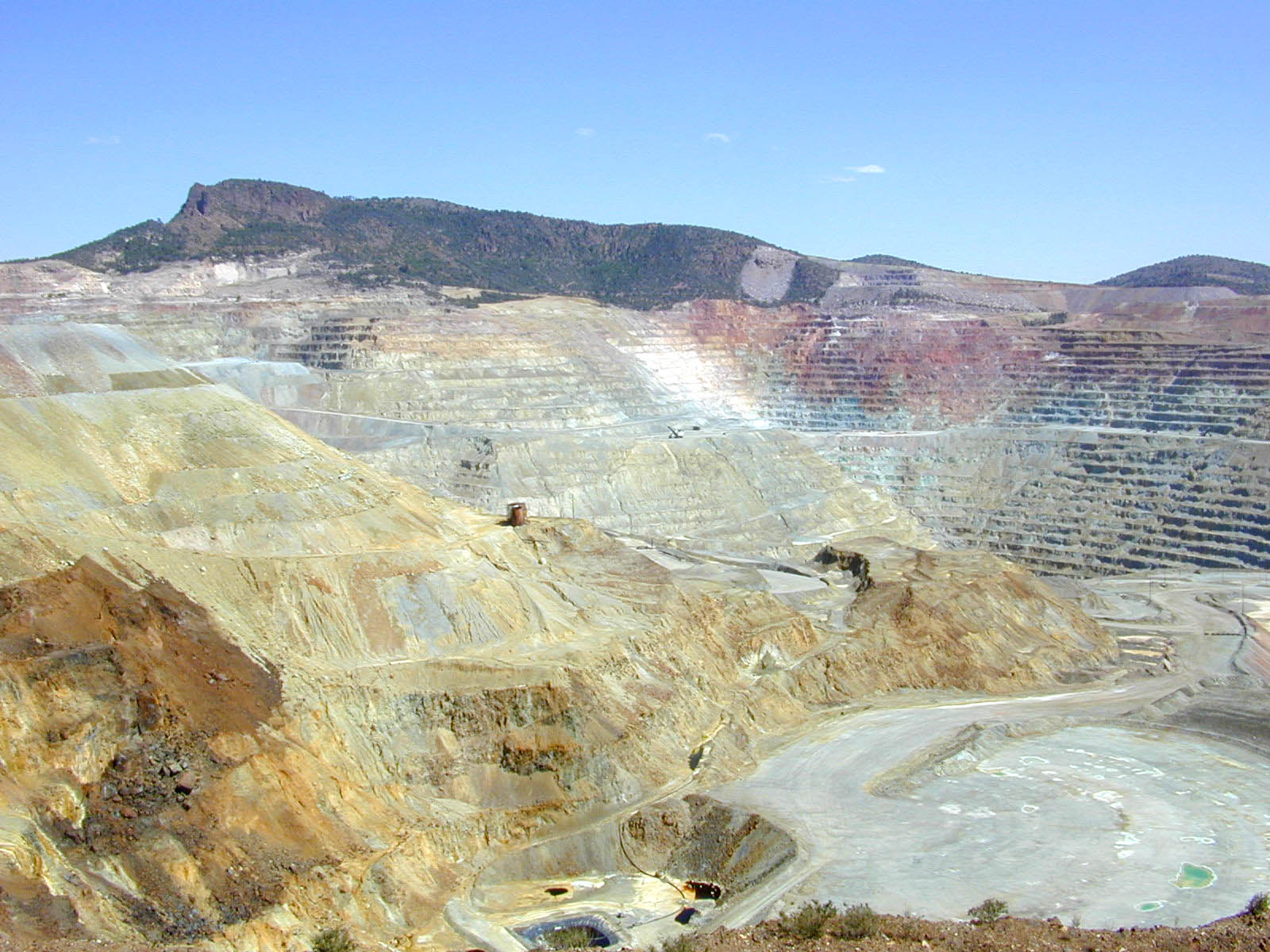
Der Tagebau der El-Chino-Kupfermine in New Mexico

Wegen des oftmals enormen Volumens der mineralisierten Gesteine von üblicherweise 50 bis 100 Millionen Tonnen gehören porphyrische Kupferlagerstätten, trotz ihres geringen Erzgehaltes von gewöhnlich nur 0,4 bis 1 % Kupfer, heute zu den wichtigsten Kupferquellen der Welt. Daneben finden sich kleine Anteile von anderen Metallen, wie Molybdän, Gold und Silber. Diese Art von Lagerstätten wurde zum ersten Mal in den 1920er Jahren im Südwesten der USA erfolgreich abgebaut, und seither hat der Massenabbau im Tagebau, im Vergleich zum klassischen Bergbau unter Tage, immer mehr an Bedeutung gewonnen. Wichtige Beispiele finden sich besonders in den großen Faltengebirgen (Orogenen), wie den Anden. Dazu gehören Chuquicamata in Chile, der größte Tagebau der Welt, Bingham Canyon Mine (Utah, USA), Cerro Colorado (Panama) und das Kupferbergwerk Cobre Panama in Panama oder El Chino in New Mexico. Auch die ehemalige Mamut Copper Mine in Malaysia gehörte zum Typus der porphyrischen Kupferlagerstätten.

## Vererzung
Das Erz tritt sehr fein verteilt im Wirtsgestein auf, meist entlang von feinen Haarrissen, zuweilen auch in größeren Äderchen. Diese Art der Vererzung wird als „Imprägnationserz“ (englisch disseminated ore) bezeichnet. Bei einem größeren unregelmäßigen Geflecht von Äderchen ist auch der Begriff „Stockwerk“ üblich (nach englisch stockwork), obwohl „Erzstock“ die passendere Übertragung ins Deutsche wäre. Zuweilen treten Bereiche aus zerrütteten Gesteinen mit eckigen, teilweise leicht abgerundeten Fragmenten auf (Brekzien). Die Vererzungen aus Sulfid-Mineralen (vor allem Chalkopyrit und Molybdänit) befinden sich dann besonders in den offenen Spalten zwischen den Fragmenten, aber auch innerhalb der Fragmente selbst. Klüfte werden ebenfalls häufig mit Sulfiden gefüllt, oder von sulfidhaltigen Quarz-Äderchen. Besonders hochgradige Vererzungen finden sich dort, wo sich mehrere engständige Kluftscharen kreuzen.
Bei den Wirtsgesteinen handelt es sich meist um unregelmäßige oder annähernd zylindrische, mehrphasige Intrusionen und Gesteinsgänge, bei denen es sich zumindest teilweise um Magmakammern oder Förderschlote ehemaliger Vulkane handelt. Am häufigsten sind „saure“ bis intermediäre Tiefengesteine der Granit-Familie. Mit abnehmendem Gehalt an Kieselsäure sind dies Granit, Granodiorit, Tonalit, Quarzmonzonit, Diorit. Daneben existiert noch eine intermediäre Reihe von Diorit über Monzonit bis Syenit. Auch nicht-magmatisches Gestein in unmittelbarer Umgebung der Intrusionen ist oft vererzt.

## Aufbau der Lagerstätte
Ein charakteristisches Merkmal der porphyrischen Kupferlagerstätten ist eine regelmäßige Abfolge von hydrothermalen Alterations-Zonen rund um die Intrusion. Diese sind entstanden, als überhitzte, aggressive, mineralhaltige, hydrothermale Lösungen das zerklüftete Gestein durchströmten und mit den vorhandenen Mineralen reagierten. Die Kenntnis dieser Zonierung liefert wertvolle Hinweise für die Aufsuchung (Prospektion) und Erkundung (Exploration) solcher Lagerstätten.
- Das frische magmatische Gestein im Zentrum ist meist (aber nicht immer) von einer kalireichen Metasomatose-Zone (potassic zone) umgeben, in der die primär gebildeten Feldspäte Orthoklas und Plagioklas, sowie verschiedene mafische Minerale, durch sekundären Biotit und Orthoklas und/oder Chlorite verdrängt wurden. Der innere Bereich dieser Zone ist oft erzarm bis erzleer.
- Weiter nach außen schließt sich eine Quarz-Serizit-Zone (phyllic zone) an, die zum Rand hin immer reicher an Tonmineralen wird (Serizitisierung, bzw. fortgeschrittene Argillitisierung). Da es sich bei dieser Umwandlung von primären Feldspäten und Biotit um eine Kieselsäure freisetzende Reaktion handelt, entsteht auch viel sekundärer Quarz (Silizifizierung). Diese Zone deckt sich gleichzeitig mit dem häufigsten Auftreten von Pyrit. Die kupferhaltigsten Bereiche befinden sich oft direkt innerhalb dieser so genannten Pyrit-Hülle, im Übergangsbereich zur Kali-Metasomatose.
- Die Zone der intermediären Argillitisierung (argillic zone), wo besonders das neugebildete Tonmineral Kaolinit auftritt, ist nicht immer ausgebildet.
- Den äußeren Rand bildet die Propylitisierung (propylitic zone) mit Chlorit, Calcit und Epidot. Diese Zone, die langsam in das Nebengestein übergeht, ist immer ausgebildet und kann einen Hinweis auf die Existenz einer porphyrischen Kupferlagerstätte geben, selbst wenn an der Erdoberfläche gar keine Kupfermineralisation aufgeschlossen ist.

## Entstehung
Die mineralisierende Phase hängt oft mit der am stärksten differenzierten und jüngsten Intrusion (in einer späten Phase des vulkanischen Zyklus) zusammen. Die Platznahme der Intrusionen geschieht anscheinend meist passiv, zum Beispiel nachdem Teile vom Dach der Magmakammer einsinken. Man vermutet, dass das noch glutflüssige Stammmagma bis auf ein oder zwei Kilometer unter die Erdoberfläche aufsteigt, wo es stecken bleibt. Durch die beginnende Kristallisation von wasserfreien Mineralen reichert sich das verbliebene Wasser und andere flüchtige Bestandteile zunehmend in der Restschmelze an. Hierdurch erhöht sich der Dampfdruck, bis er schließlich den umgebenden lithostatischen Druck übersteigt. Es kommt zu einer schlagartigen Ausgasung des Magmas, mit entsprechender Volumenzunahme und der charakteristischen kleinmaßstäblichen Zerrüttung des Wirtsgesteins, durch feinste Risse und Klüfte. Nahe der Erdoberfläche ist die Volumenzunahme der Gasphase sogar noch größer, was die Bildung der schlotartigen Brekzien erklären würde, in denen die hindurchströmenden hydrothermalen Lösungen die Gesteinsfragmente sogar teilweise abgerundet hätten. Das verbliebene Magma kann nun rasch auskühlen, was zur Bildung von klein- und gleichförmigen Kristallen in der Matrix führt, die die früh gebildeten großen Einzelkristalle umschließen, dem namengebenden porphyrischen Gefüge.
Isotopen-Untersuchungen an im Gestein eingeschlossenen Gasen und Flüssigkeiten (Fluide) legen die Vermutung nahe, dass ein wesentlicher Teil der hydrothermalen Lösungen, mit ihren hohen Gehalten an Metallen und Schwefel, aus dem Magma selbst stammen. Diese bewirken vor allem die Kali-Metasomatose. Durch den Temperaturgradienten zwischen der erkaltenden Intrusion und dem Nebengestein wird aber auch fossiles (konnates) Wasser aus dem Nebengestein und absinkendes meteorisches Wasser von der Erdoberfläche erhitzt, und in den hydrothermalen Zyklus mit einbezogen, was zur Bildung der äußeren Alterationszonen führt. In der Übergangszone zwischen diesen beiden hydrothermalen Systemen herrschen nun starke Gradienten bei pH-Wert, Temperatur und Salinität, was wahrscheinlich die Ausscheidung der Kupfersulfide bewirkt.
Im Allgemeinen haben porphyrische Kupferlagerstätten in kontinentaler Kruste einen höheren Molybdänanteil, während sie sich im Bereich von Inselbögen durch einen höheren Goldgehalt auszeichnen. Die exakte Rolle der von dem Magma durchschlagenen Lithosphäre ist immer noch Teil von wissenschaftlichen Diskussionen.
Neuere Untersuchungen zur Genese von porphyrischen Lagerstätten machen als Hauptfaktoren für die Entstehung bedeutender Lagerstätten folgende Punkte aus:
- mehrfaches Nachströmen von Magma in die Magmakammern
- eine schwefelgesättigte Magmakammer
- eine effiziente Übergabe der Metalle an hydrothermale Lösungen.[2]